# Chiesa di San Giorgio (Pergine Valsugana)
La chiesa di San Giorgio è una chiesa cattolica situata a Serso, frazione del comune di Pergine Valsugana in provincia di Trento; è sussidiaria della parrocchiale di San Giovanni Nepomuceno di Serso e fa parte dell'arcidiocesi di Trento.

## Storia

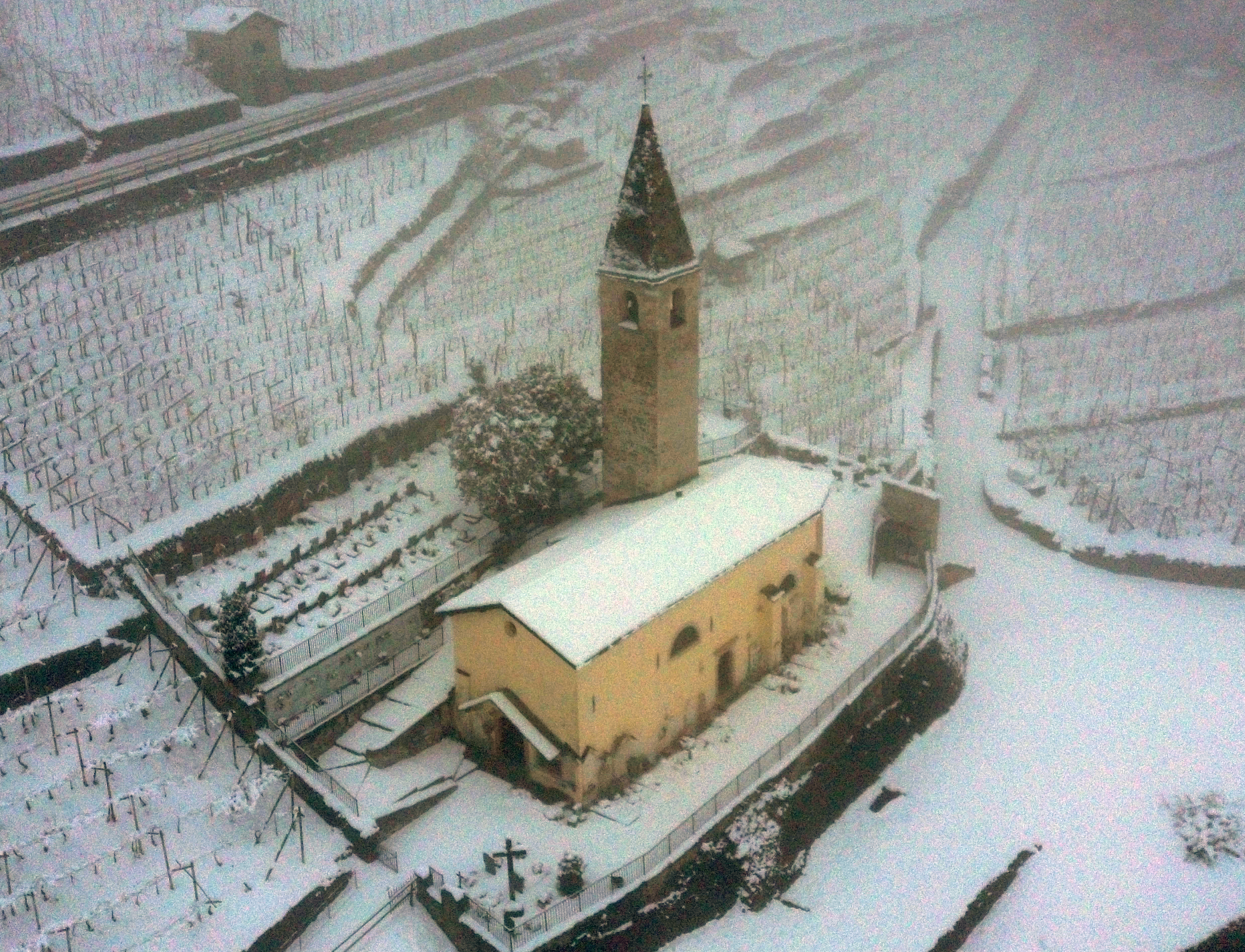
Vista aerea della chiesa durante una nevicata

La prima citazione documentale della chiesa è nel 1394; nel 1450 segue la prima attestazione dell'attiguo cimitero. Un tempo luogo di culto dominante della zona, San Giorgio divenne poi la chiesa principale della gastaldia che comprendeva i paesi di Serso, Viarago, Canezza, Portolo, Arzenago, Prato e Braces (gli ultimi tre non più esistenti, spazzati via tra il Due e il Trecento dalle piene dei torrenti del monte di Viarago).
Nel 1555 venne aperto l'ingresso laterale, e nel 1713 venne aggiunta la tettoia sopra al portale d'accesso; nell'Ottocento, in concomitanza con un'epidemia di colera, vennero parzialmente scialbati gli affreschi del presbiterio. Sempre nell'Ottocento la chiesa venne contesa dai due comuni di Viarago e Serso, diventando infine proprietà di quest'ultimo nel 1854; essa passò comunque in secondo piano perché nel frattempo era stata costruita, in centro al paese, la chiesa di San Giovanni Nepomuceno.

## Descrizione

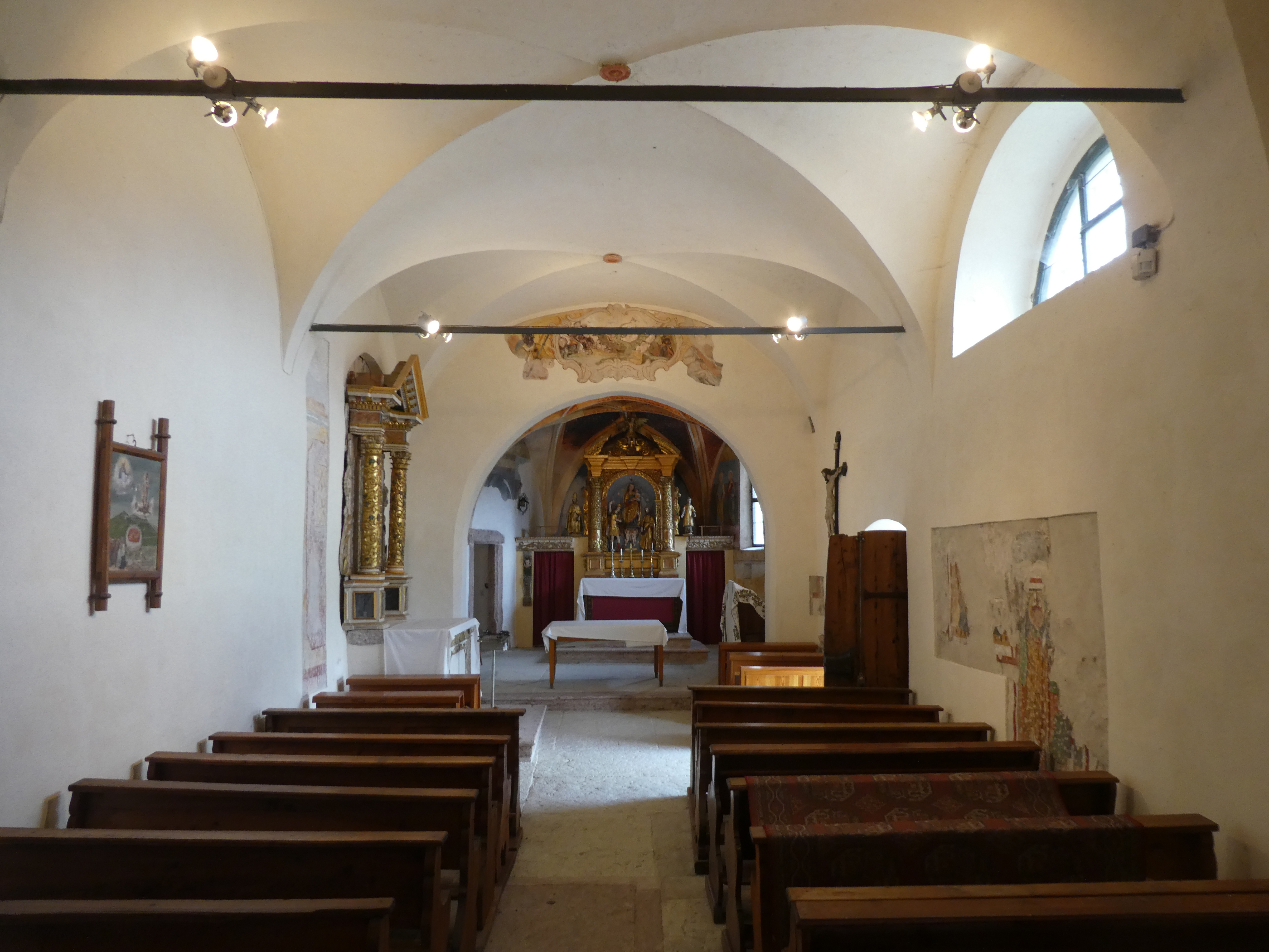
Interno

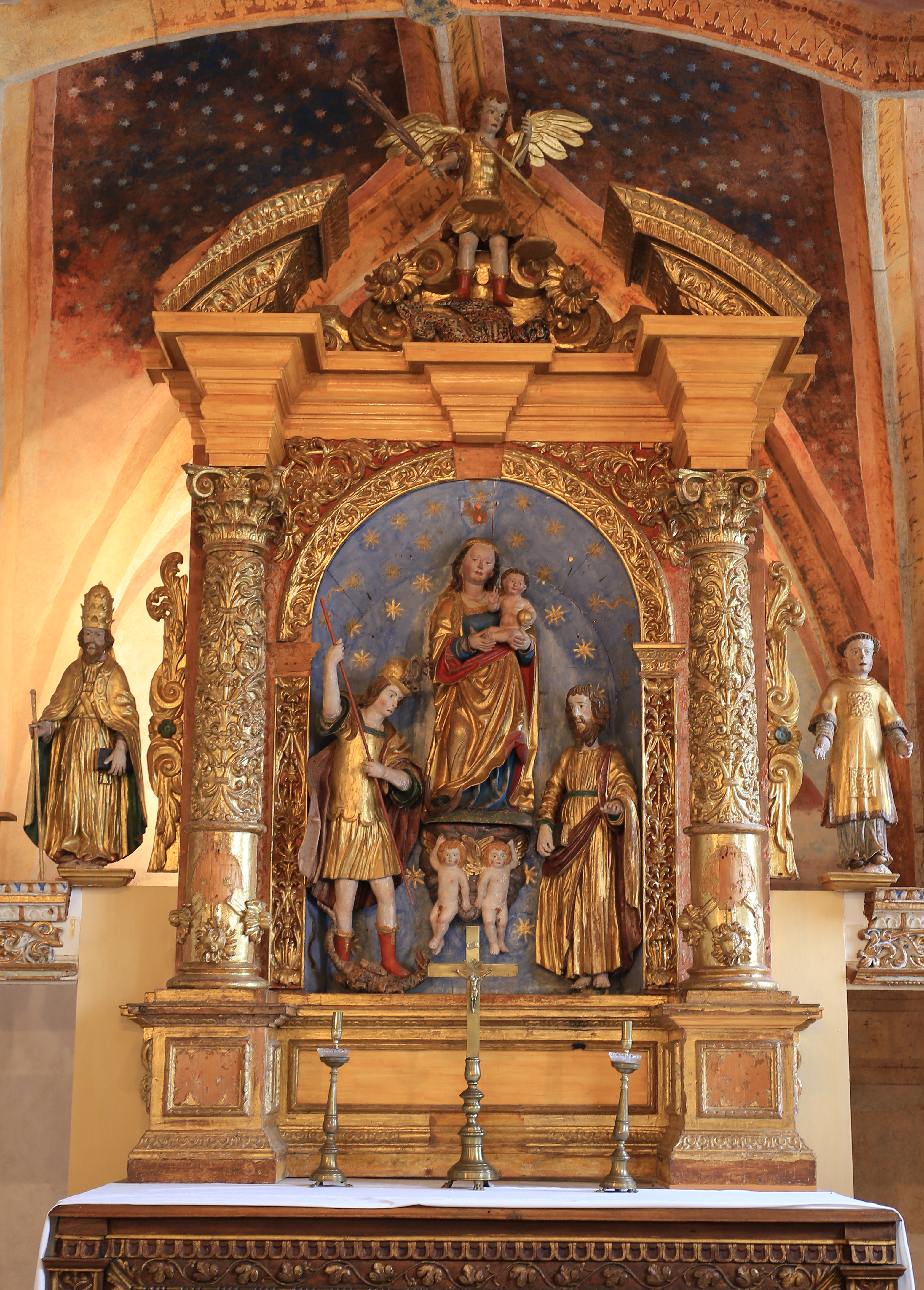
Altare maggiore

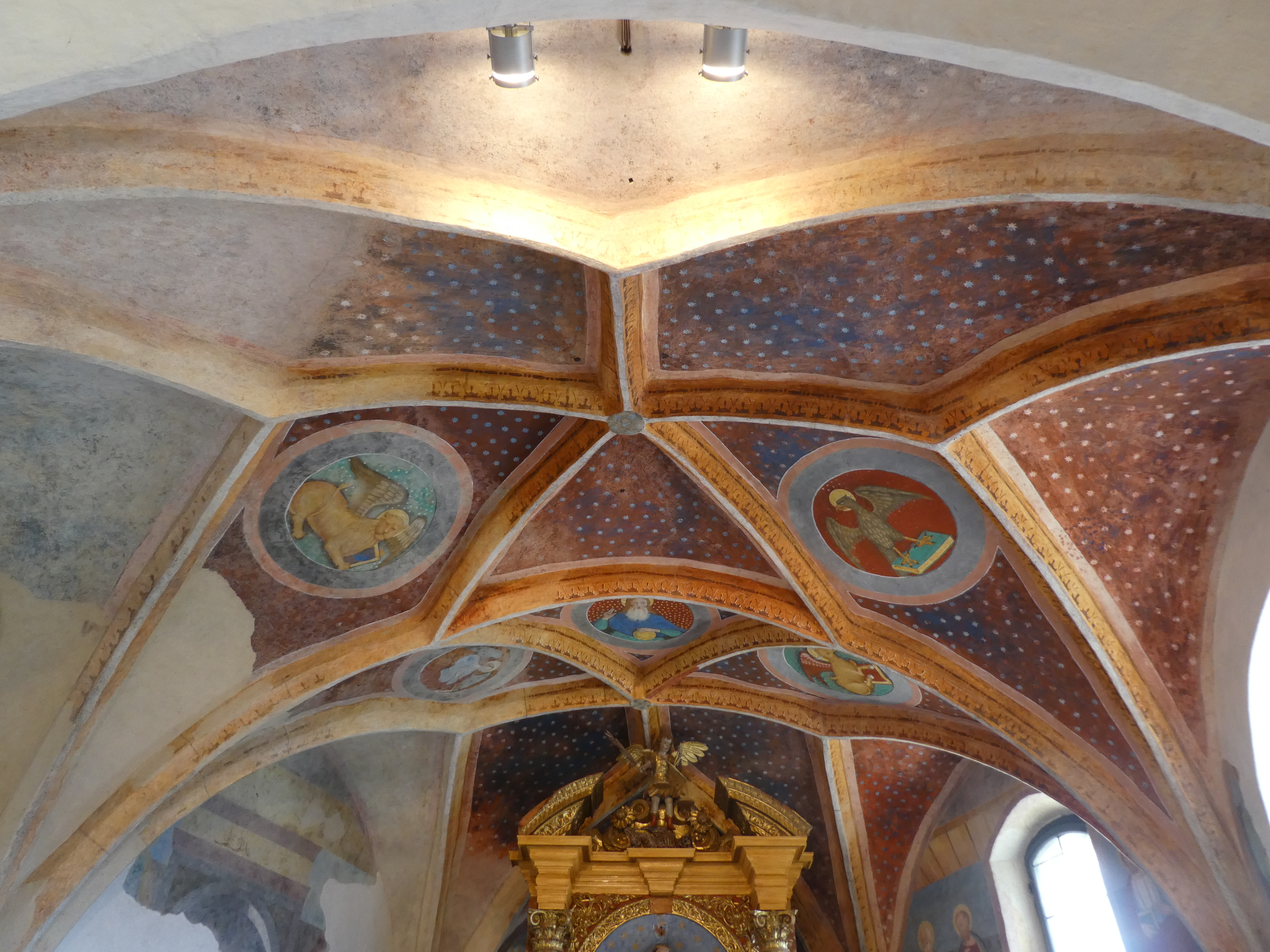
Affreschi della volta del presbiterio

### Esterno
La chiesa, regolarmente orientata ad est, si trova isolata sul colle sopra il paese di Serso (ma nel comune catastale di Viarago), con annesso il cimitero. Si presenta con facciata a capanna, aperta dal portale architravato protetto da una tettoia in pietra, due finestrelle rettangolari sdraiate ai lati e un oculo in alto.
Sul fianco sinistro si eleva il robusto campanile, con cella campanaria aperta da monofore e cuspide piramidale; esso ospita una singola campana, fusa nel Cinquecento e sfuggita per la sua antichità alle requisizioni della prima guerra mondiale: pesa due quintali e su di essa sono raffigurati una Maestà, una Crocifissione con Maria e Giovanni, e gli stemmi della famiglia Cerri (che teneva la regolania di Serso dal 1444, poi estinta), di Giorgio Firmian (capitano del castello di Pergine dal 1525 al 1540) e della sua seconda moglie Caterina Kreutzer von Werdenberg (una nipote di Bernardo Clesio).

### Interno
L'interno è a navata unica, ripartita in tre campate voltate a crociera; il presbiterio è coperto da una volta reticolata e termina con un'abside poligonale. Sulla volta del presbiterio vi sono decorazioni ad affresco.
Parte degli arredi della chiesa, inclusi alcuni altari barocchi settecenteschi, sono conservati presso il museo diocesano tridentino.